# ماهی‌خورک کوتوله چندرنگ
 ماهی‌خورک کوتوله چندرنگ (نام علمی: Ceyx lepidus) نام یک گونه از سرده ماهی‌خورک‌های کوتوله است.